# Euphorbia scandens
Euphorbia scandens är en törelväxtart som beskrevs av Carl Sigismund Kunth. Euphorbia scandens ingår i släktet törlar, och familjen törelväxter. Inga underarter finns listade i Catalogue of Life.